# Mulay Abd al-Malik
Abu Marwan Mulay Abd al- Malik ibn Ismail (àrab: عبد الملك بن إسماعيل, Meknès 1696-1728), fou sultà del Marroc, de la dinastia alauita, fill del sultà Mulay Ismail.
El 1701 fou nomenat khalifa del seu pare a Dar'a i més tard al Sus (1717 a 1718). Quan la guàrdia negra va deposar el seu germà Ahmad al-Dhahabi el 13 de març de 1728, va pujar al tron. El seu germà va iniciar la resistència el 3 d'abril i el 18 de juliol de 1728 Abd al-Malik va haver de fugir de Meknès, passant a Fes on finalment fou arrestat el 23 de desembre de 1728. Fou condemnat a mort i executat a Meknès el 2 de març de 1729.